# Condado de Carteret
El condado de Carteret (en inglés: Carteret County, North Carolina), fundado en 1722, es uno de los 100 condados del estado estadounidense de Carolina del Norte. En el año 2000 tenía una población de 59 383 habitantes con una densidad poblacional de 44 personas por km². La sede del condado es Beaufort.

## Geografía
Según la Oficina del Censo, el condado tiene un área total de 3473 km² (1340,9 mi²), de la cual 1347 km² (520,1 mi²) es tierra y 2126 km² (820,8 mi²) es agua.

### Municipios
El condado se divide en deciséis municipios: Municipio de Atlantic, Municipio de Beaufort, Municipio de Cedar Island, Municipio de Davis, Municipio de Harkers Island, Municipio de Harlowe, Municipio de Marshallberg, Municipio de Merrimon, Municipio de Morehead, Municipio de Newport, Municipio de Portsmouth, Municipio de Sea Level, Municipio de Smyrna, Municipio de Stacy, Municipio de Straits y Municipio de White Oak.

### Condados adyacentes
- Condado de Craven y Condado de Pamlico (norte)
- Condado de Onslow (oeste-suroeste)
- Condado de Jones (oeste-noroeste)
- Condado de Avery noroeste

### Área Nacional protegidas
- Cabo Lookout National Seashore
- Isla de Cedro Refugio Nacional de Vida Silvestre
- Croatan Bosque Nacional (parte)

## Demografía
En el 2000 la renta per cápita promedia del condado era de $38 344, y el ingreso promedio para una familia era de $45 499. El ingreso per cápita para el condado era de $21 260. En 2000 los hombres tenían un ingreso per cápita de $31 365 contra $22 126 para las mujeres. Alrededor del 10.70% de la población estaba bajo el umbral de pobreza nacional.
| 1900   | 1910   | 1920   | 1930   | 1940   | 1950   | 1960   | 1970   | 1980   | 1990   | 2000   | Est. 2006 |
| ------ | ------ | ------ | ------ | ------ | ------ | ------ | ------ | ------ | ------ | ------ | --------- |
| 11 811 | 13 776 | 15 384 | 16 900 | 18 284 | 23 059 | 30 940 | 31 603 | 41 092 | 52 556 | 59 383 | 63 580    |

## Lugares

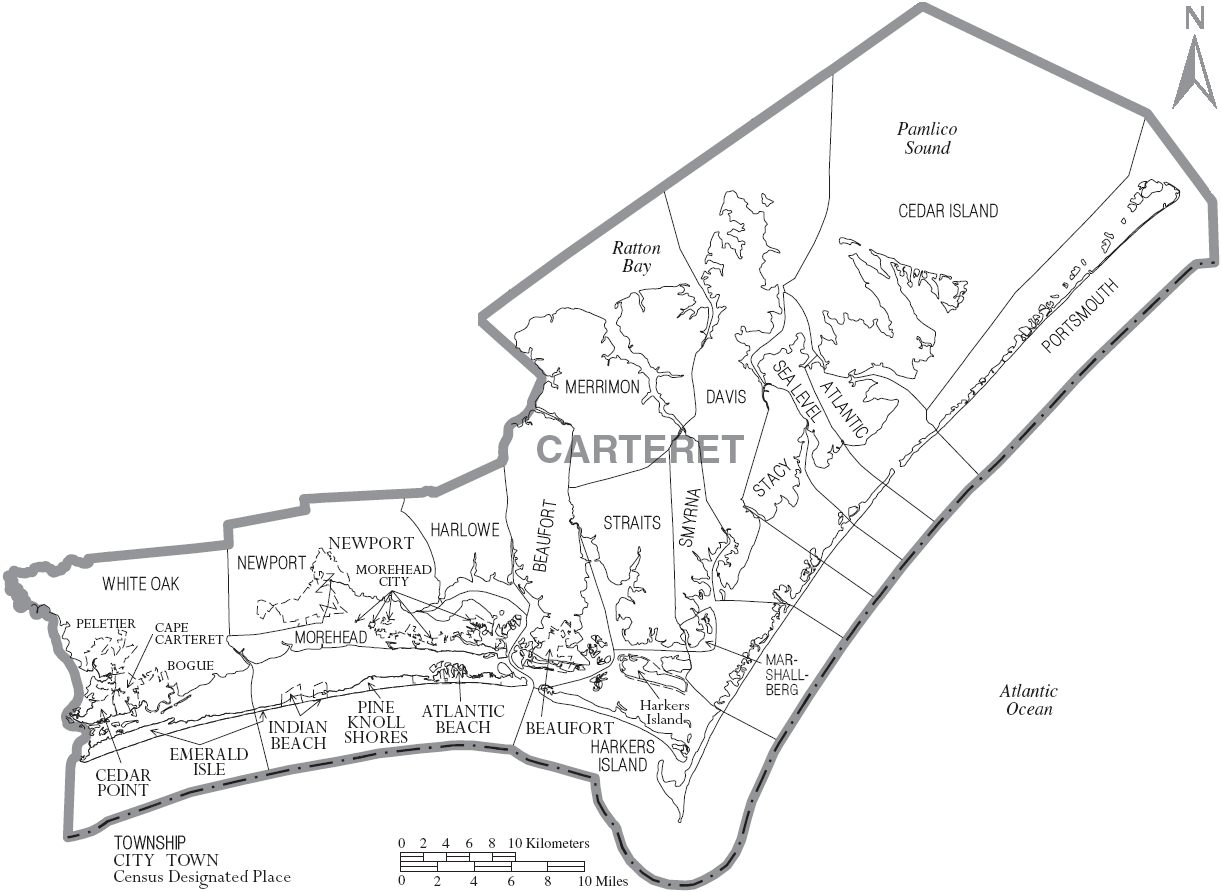
Mapa del Condado de Carteret en Carolina del Norte con sus municipios

### Ciudades
- Atlantic Beach
- Beaufort
- Bogue
- Cape Carteret
- Cedar Point
- Emerald Isle
- Indian Beach
- Morehead City
- Newport
- Peletier
- Pine Knoll Shores

## Comunidades no incorporadas
- Atlantic
- Bettie
- Broad Creek
- Cedar Island
- Davis
- Gales Creek
- Gloucester
- Harkers Island
- Harlowe
- Lola
- Marshallberg
- Merrimon
- Mill Creek
- North River
- Ocean
- Otway
- Salter Path
- Sea Gate
- Sealevel
- Stacy
- Stella
- Straits
- Smyrna
- Wildwood
- Williston
- Wiregrass